# Cladosporium acaciicola
Cladosporium acaciicola är en svampart som beskrevs av M.B. Ellis 1976. Cladosporium acaciicola ingår i släktet Cladosporium och familjen Davidiellaceae.   Inga underarter finns listade i Catalogue of Life.